# Keřkov
Keřkov (německy Gerskau) je základní sídelní jednotka, která je součástí města Přibyslav a místní části Dobrá. Prochází tudy silnice I. třídy č. 19 spojující Havlíčkův Brod a Žďár nad Sázavou.

## Historie
Na místě Keřkova stávala původně tvrz, jejímž majitelem býval jistý Křek. Keřkov je vžitým názvem od roku 1404, kdy na místě bývalé tvrzi stával dvůr na kterém se chovaly převážně ovce. Jeden z majitelů Keřkovského dvora býval vůdcem husitského vojska při nájezdu do Saska roku 1429.

## Další fotografie

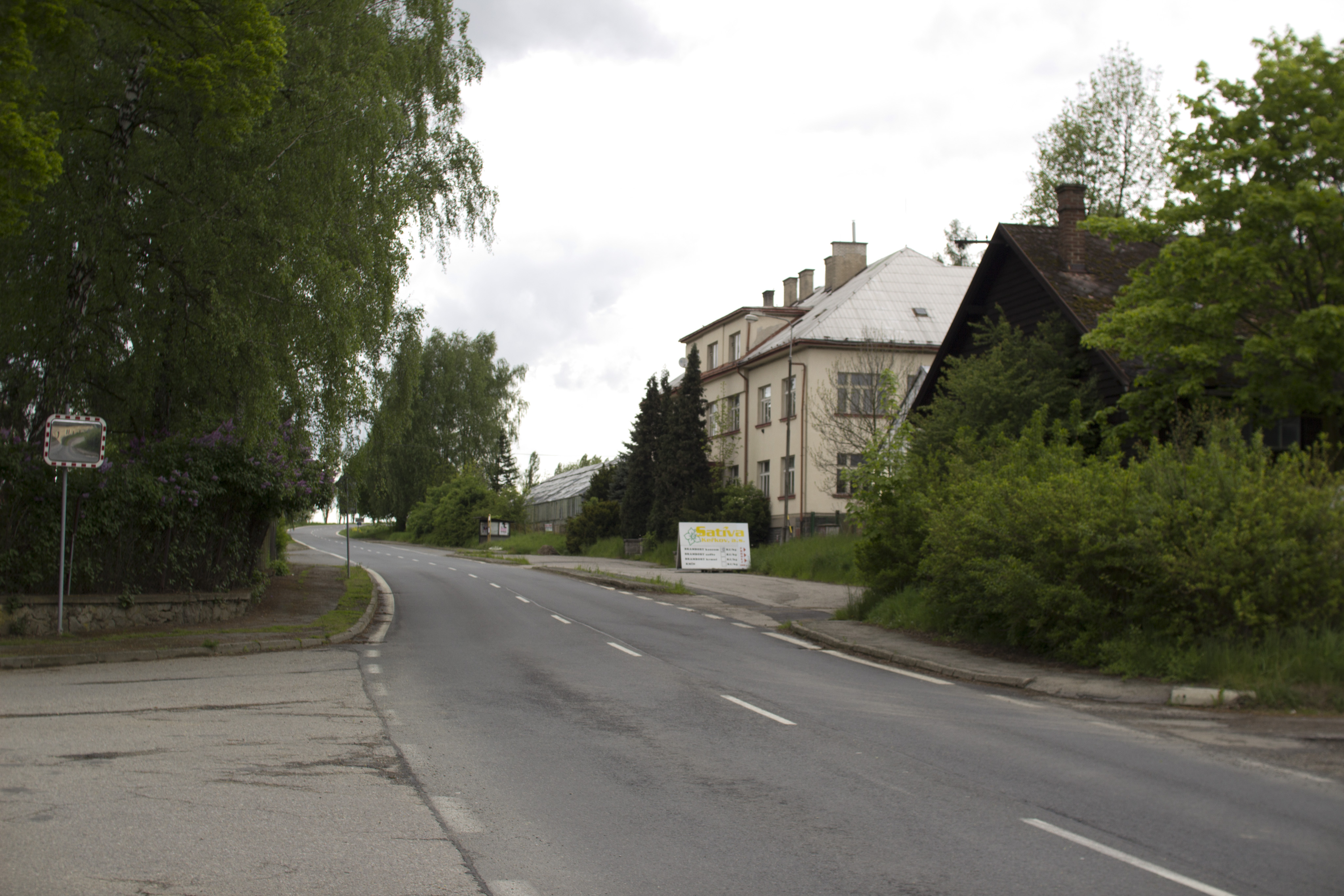
Silnice I/19 k Havlíčkovu Brodu
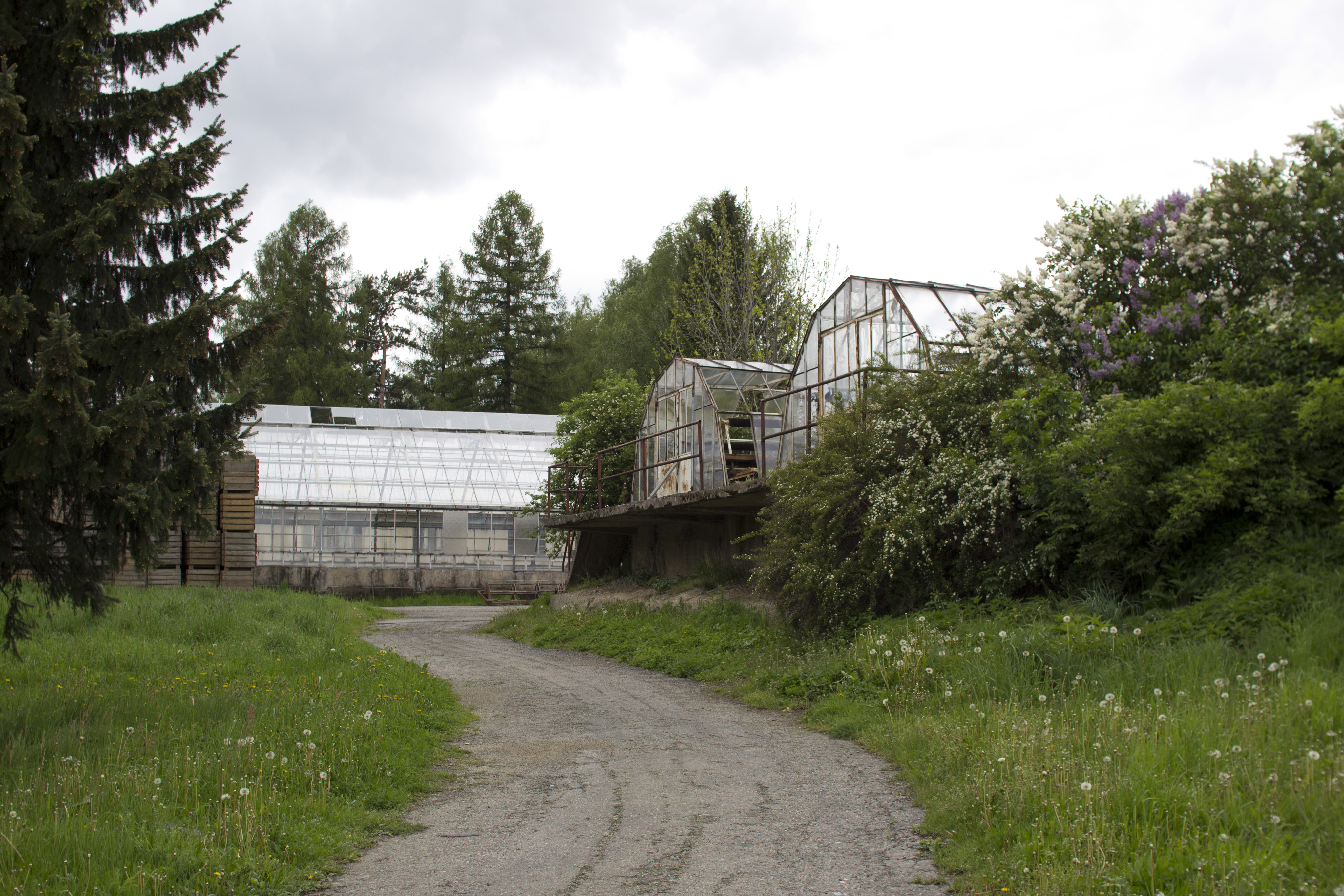
Skleníky na severu
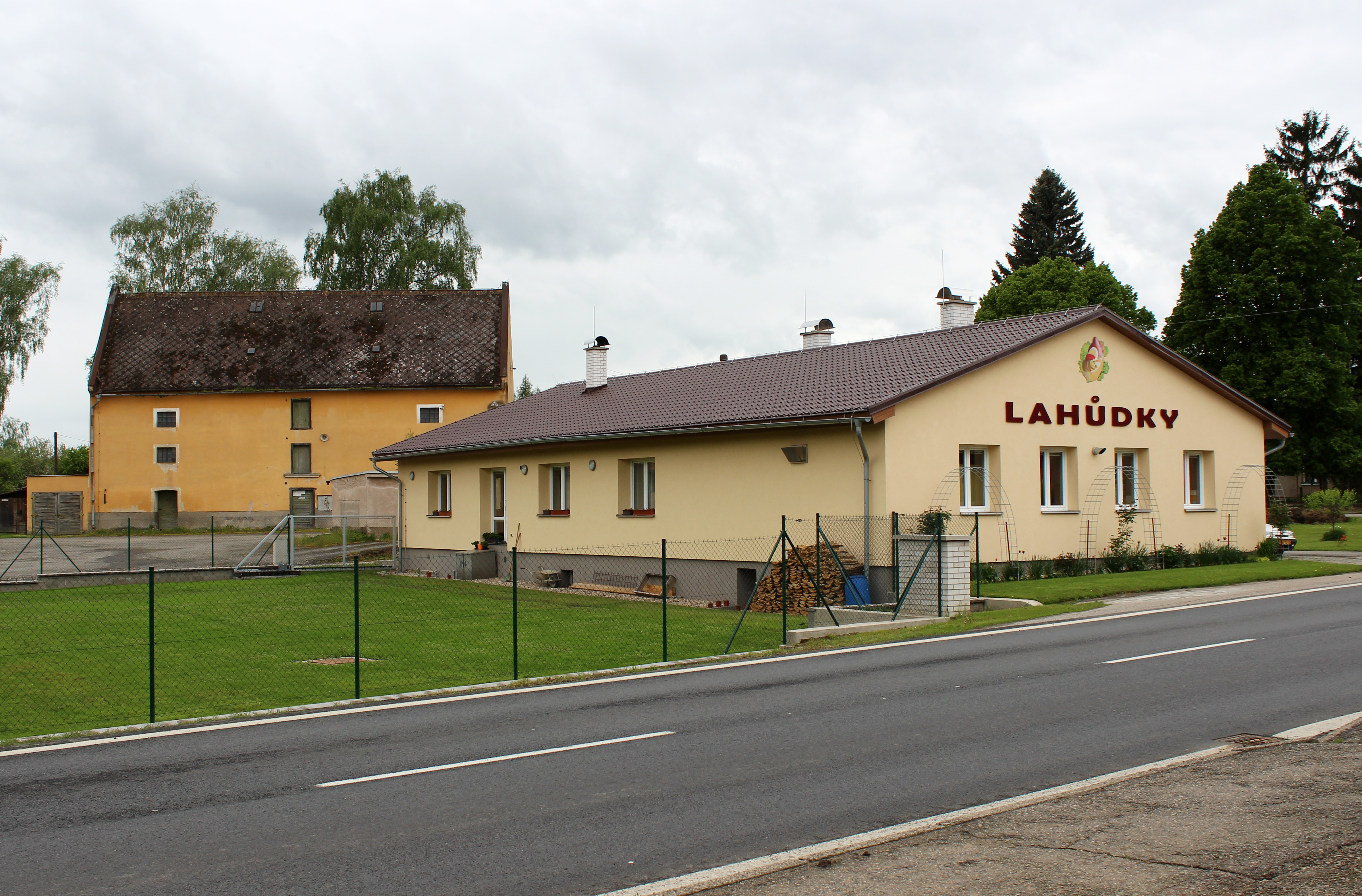
Výrobna lahůdek